# Ломба, Эрманн
Эрманн Ломба (фр. Hermann Lomba; род. 11 октября 1960, Пуэнт-а-Питр) — французский легкоатлет, специалист по бегу на короткие дистанции. Выступал на профессиональном уровне в 1982—1998 годах, чемпион Европы, победитель и призёр первенств национального значения, участник летних Олимпийских игр в Атланте.

## Биография
Эрманн Ломба родился 11 октября 1960 года в городе Пуэнт-а-Питр, Гваделупа.
Впервые заявил о себе в лёгкой атлетике на международном уровне в сезоне 1982 года, когда после победы на чемпионате Франции в Коломбе вошёл в состав французской сборной и выступил на чемпионате Европы в Афинах, где дошёл до полуфинала в беге на 200 метров и занял седьмое место в эстафете 4×100 метров.
В 1991 году в дисциплине 200 метров финишировал шестым на Средиземноморских играх в Афинах, третьим на чемпионате Франции в Дижоне, остановился на стадии четвертьфиналов на чемпионате мира в Токио, установив при этом свой личный рекорд — 20,69.
В 1994 году на Франкофонских играх в Бондуфле одержал победу в беге на 200 метров и стал бронзовым призёром в эстафете 4×100 метров. На чемпионате Европы в Хельсинки дошёл до полуфинала в 200-метровой дисциплине, тогда как в эстафете 4×100 метров вместе с соотечественниками превзошёл всех соперников и завоевал золото. Также в этом сезоне бежал эстафету на Кубке мира в Лондоне — расположился в итоговом протоколе соревнований на седьмой строке.
Благодаря череде успешных выступлений в 1996 году удостоился права защищать честь страны на летних Олимпийских играх в Атланте — в эстафете 4×100 метров благополучно преодолел предварительный квалификационный этап и полуфинальную стадию, но в решающем забеге французская команда сошла с дистанции.
Завершил спортивную карьеру по окончании сезона 1998 года.